# Ángel (football, 1987)
Pour les articles homonymes, voir Angel.
Ángel, de son nom complet Ángel Luis Rodríguez Díaz, né le 26 avril 1987 à Santa Cruz de Tenerife, est un footballeur espagnol évoluant au poste d'attaquant au RCD Majorque.

## Biographie
Le 6 juillet 2017, Ángel signe un contrat de trois ans au Getafe CF.
En juin 2021, Ángel quitte Getafe malgré une offre de prolongation qu'il refuse. Auteur de 46 buts en 153 matchs, l'attaquant est le deuxième meilleur buteur de l'histoire du club en Liga avec 36 buts au moment de son départ.
Le 2 juillet 2021, Ángel rejoint le RCD Majorque, tout juste promu en Liga, pour deux saisons plus une en option. Il joue son premier match le 14 août, titularisé par Luis García contre le Real Betis lors de la première journée de championnat (1-1).

## Palmarès
Avec Elche, Ángel remporte la Segunda División en 2013. En sélection, avec les moins de 19 ans, il remporte le Championnat d'Europe des moins de 19 ans en 2006.

## Statistiques
| Saison    | Club                 | Pays               | Championnat         | Coupes nationales | Coupes d'Europe        | Espagne |
| --------- | -------------------- | ------------------ | ------------------- | ----------------- | ---------------------- | ------- |
| 2005-2006 | CD Tenerife          | Liga Adelante      | 17 matchs / 2 buts  | ?                 | -                      | -       |
| 2006-2007 | CD Tenerife          | Liga Adelante      | 29 matchs / 7 buts  | ?                 | -                      | -       |
| 2007-2008 | Real Madrid Castilla | Segunda Division B | 3 matchs            | -                 | -                      | -       |
| 2007-2008 | CA Osasuna 'B'       | Segunda Division B | 17 matchs / 4 buts  | -                 | -                      | -       |
| 2008-2009 | CD Tenerife          | Liga Adelante      | 33 matchs / 6 buts  | ?                 | -                      | -       |
| 2009-2010 | CD Tenerife          | Liga BBVA          | 24 matchs / 1 but   | 2 matchs          | -                      | -       |
| 2010-2011 | Elche CF             | Liga Adelante      | 27 matchs / 15 buts | 4 matchs / 1 but  | -                      | -       |
| 2011-2012 | Elche CF             | Liga Adelante      | 39 matchs / 13 buts | 2 matchs          | -                      | -       |
| 2012-2013 | Levante UD           | Liga BBVA          | 10 matchs / 1 but   | 4 matchs          | 6 matchs / 2 buts (C3) | -       |
| 2012-2013 | Elche CF             | Liga Adelante      | 15 matchs / 4 buts  | -                 | -                      | -       |

Dernière mise à jour le 11 septembre 2013